# Cryptus gallarum
Cryptus gallarum là một loài tò vò trong họ Ichneumonidae.